# 主权礁
主权礁（越南语：／）位于南沙群岛九章群礁东北缘，长线礁与牛轭礁之间，为一座暗礁。1983年公布名称为主权礁。外国文献称为“Empire Reef”。